# 기오르기 치타이슈빌리
기오르기 치타이슈빌리(조지아어: გიორგი წიტაიშვილი, 우크라이나어: Георгій Климентійович Цітаїшвілі 헤오르히 클리멘티요비치 치타이슈빌리[*], 2000년 11월 18일 ~ )는 우크라이나 프리미어리그 클럽 디나모 키이우에서 임대되어 현재 프랑스 리그 1의 클럽 메스에서 윙어로 뛰고 있는 조지아의 프로 축구 선수이다. 이스라엘에서 태어난 그는 조지아 국가대표팀에서 뛰고 있다.

## 어린 시절
할머니를 통해 우크라이나 혈통의 조지아인인 치타이슈빌리는 이스라엘의 리숀레지온에서 태어났다. 그 당시, 그의 아버지인 클리멘티 치타이슈빌리는 하포엘 리숀레지온에서 뛰고 있는 축구 선수였다. 그는 디나모 키이우 유소년 스포츠 학교의 선수이다.

## 구단 경력

### 디나모 키이우
치타이슈빌리는 2018년 5월 9일에 열린 2018년 우크라이나 컵 결승전에서 샤흐타르 도네츠크와의 경기에 출전하며 디나모 키이우 데뷔 전을 치렀다. 다음 시즌에 그는 유럽 무대에 데뷔했는데, 디나모 키이우는 UEFA 유로파리그에서 야블로네츠에게 1-0으로 패한 경기에서 교체로 출전했다.

## 국가대표팀 경력
치타이슈빌리는 2019년 FIFA U-20 월드컵에서 우승한 우크라이나 U-20 국가대표팀의 일원이었다. 그는 토너먼트에서 소속팀의 7경기 중 5경기에 출전했고, 대한민국과의 결승전에서 골을 넣었다.
상급 단계에서 그는 조지아로 충성을 바꾼다. 그는 2021년 9월 2일 코소보와의 2022년 FIFA 월드컵 예선 전에서 조지아 국가대표팀 데뷔 전을 치렀고, 1-0으로 패한 홈 경기에서 풀 경기를 치렀다.
치타이슈빌리는 조지아가 공동 주최한 2023년 UEFA U-21 축구 선수권 대회의 네 경기에 모두 참가했다. 그는 벨기에를 상대로 6분 후에 극적인 2-2 무승부를 기록하며 벤치에서 나와 득점했다.
치타이슈빌리는 또한 조지아의 UEFA 유로 2024 예선 플레이오프에 모두 참가하여 팀이 첫 번째 주요 대회에 진출할 수 있도록 도왔다. 두 달 후, 그는 최종 토너먼트를 위한 조지아 선수단의 소집을 받았다.